# Дымшиц-Толстая, Софья Исааковна
Со́фья Исааковна Ды́мшиц-Толста́я (11 [23] апреля 1884, Санкт-Петербург — 30 августа 1963, Ленинград) — российская художница-авангардистка, блеснувшая в краткую пору расцвета русского новаторского искусства начала XX века конструктивистскими и дадаистскими работами.

## Биография
Софья Исааковна (Сара Айзиковна) Дымшиц родилась 23 апреля 1884 года в Санкт-Петербурге, в большой семье коммерсанта иудейского вероисповедания Айзика Евелевича Дымшица, занятого в лесопромышленности. Сыном её сестры Розы и её мужа, биржевого маклера Нахмана Йохелевича (Наума Игнатьевича) Костелянеца, был американский композитор и эстрадный дирижёр Абрам Наумович Костелянец. Сыном брата, инженера Льва Исааковича Дымшица, был литературовед А. Л. Дымшиц.
- 1903—1906: Слушает начальный курс в Бернском университете, сначала на медицинском, позднее — на философском факультете[4][5].
- 1905: Летом 1905 года в Берне вышла замуж за философа Исаака Самуиловича Розенфельда (1879—1978) — старшего брата Беллы Самойловны Розенфельд-Шагал (жены художника Марка Шагала)[6].
- 1906 : Занятия в Художественной школе С. С. Егорнова. Знакомство с графом Алексеем Толстым, однокашником брата; родители против визитов в их дом женатого человека. Весной 1907 года Толстой делает Софье предложение[7].
- 1907—1910 : Студия рисования и живописи Званцевой;[8][9] в Санкт-Петербурге. Преподавательский состав студии очень мощный: М. Добужинский, Л. Бакст, К. Петров-Водкин, К. Сомов. В этой же студии вместе с Софьей занимались Елена Гуро, Александр Ромм[10] и Марк Шагал[11]. А ещё здесь брала уроки Наталья Крандиевская, которая станет следующей женой А. Н. Толстого. Софья и Наталья работали за соседними мольбертами, а Алексей Толстой часто заглядывал в студию[12]. Бракоразводный процесс с первым мужем затянулся на несколько лет.
- 1908 : По совету Л. Бакста едет стажироваться, как художница, в Париж. Её сопровождает А. Н. Толстой. Софья осваивает офорт под руководством Е. Кругликовой (в парижском ателье Кругликовой на ул. Буасоннад, 17); занимается в Академии «La Palette»[англ.] (руководители Жак-Эмиль Бланш, Шарль Герен и Анри Ле Фоконье)[13].
- 1910—1911: В круг общения Софьи и Алексея входят художники Судейкин и Сапунов, а также Вс. Мейерхольд, Гумилёв и Ахматова, Сологуб, М. Кузмин[14].
- 1911: Пребывание супругов Софьи и Алексея Толстых в Париже. Рождение дочери Марианны (впоследствии доктор технических наук, профессор Московского института стали и сплавов и заведующая кафедрой общей химии Московского авиационно-технологического института имени К. Э. Циолковского).

- 1913: В спектакле «Нашего театра» по пьесе А. Мюссе «Кармозина» исполнила заглавную роль.
- 1914: Прекращены отношения с Алексеем Толстым.
- 1918: Избирается секретарём отдела ИЗО Наркомпроса; входит в состав Всероссийского выставочного отделения при Наркомпросе[15].

- 1919: Организует художественную постановку празднования 2-й годовщины Октябрьской революции в Москве. В конце года уезжает в Петроград.
- 1919—1920: Дымшиц-Толстая увлечённо экспериментирует с живописью на стекле. Судьба свела её с одним из лидеров русского авангарда, Владимиром Татлиным; Софья становится его секретарём и помощником в годы создания Памятника Третьему Интернационалу. Дымшиц-Толстая работает над объёмами кубов, конусов и шаров, вращающихся внутри спиралевидной конструкции. Эти объёмы были выполнены из художественно обработанного стекла. Стекло с присущими ему материальными свойствами было важной составной частью проекта. В то время как общая революционная концепция Башни Татлина заметно повлияла на реформу принципов архитектоники во всех сферах модернистского искусства XX века.
- 1921: Софья выходит замуж за немецкого архитектора, коммуниста Германа Пессати (Guermain Pessati)[16].
- 1922: Рождение сына Александра[17].
- 1925—1935: С. Дымшиц-Толстая заведует художественным отделом журнала «Работница и Крестьянка». Журнал был заметным явлением в советской культуре. В 1933 году публикуется приветствие «Работнице и Крестьянке» от Максима Горького[18]:

«Поздравляю журнал „Работница и крестьянка“ с десятилетием его глубоко важной работы… каждый раз, когда приходилось читать его, меня радовало уменье, с которым ведёте вы журнал, простота языка, которым беседуете с работницей и крестьянкой, ясность изложения великих идей, которые объединяют рабочий народ в одну силу».— М. Горький, «Работнице и крестьянке», 1933.
Как художественный редактор, Дымшиц-Толстая умело применяет развитые в революционные годы навыки. Например, она отказывается от использования статичной графики, считая, что совместная работа художника и фотографа по темпам более свойственна массовому изданию. Совместно с фотографом выезжала на предприятия, выбирая типаж и компонуя фото-постановку; среди фотографов журнала был и будущий классик советской фотографии, совсем ещё юный Дмитрий Николаевич Бальтерманц. Из всей подборки снимков, фото для обложки, на её взгляд, было наиболее важным:

Оно должно было быть разворотным, одно на обе страницы. Так как обложка печаталась в цинкографии на хорошей бумаге, работницы обложку снимали и вешали на стенку, как картинку. Таким образом, обложка давала не только агитационное восприятие, но и в известной степени и эстетическое".— Дымшиц-Толстая, С. И. Воспоминания, 1939—1940 (рукопись). Отдел рукописей ГРМ, СПб.
- Вторая половина 1920-х : С этого времени художница обращается к живописи натюрмортов.
- 1934: Награждена премией вновь организованного «Союза Советских художников» за работу в журнале.
- 1953—1959: Состоит в Ленинградском отделении Союза художников СССР.

## Изображения в сети
- 1903. Софья в окружении семьи (стоит почти в центре снимка; перед ней сидят мать и брат), 1903: год поступления Софьи в Бернский университет).
- [coollib.com/i/98/273298/i_005.jpg Софья Дымшиц. Фотопортрет середины 1900-х].
- 1909. Софья с Алексеем Толстым в Коктебеле, в гостях у Волошина.
- М. Сарьян. Женщина в маске (Софья Дымшиц). 1913. Холст, темпера, 105 × 135 см. Национальная картинная галерея Армении, Ереван. На сайте «Прошлый Век».
- С. И. Дымшиц-Толстая. Портрет Е. Ю. Кузьминой-Караваевой. 1913[19]
- С. И. Дымшиц-Толстая. Композиция. Компас. до 1919. Холст, масло, песок, верёвка, алюминий, краска. 69 × 53 см. Самарский художественный музей Инв. Ж 835.
- С. И. Дымшиц-Толстая. Цирк (Фактурная задача) Не позднее 1921 (недоступная ссылка). Холст, масло, клеевая краска, песок, битум. 112 × 75.5 см.
- Портрет Сони в образе цыганки. Исполнен её мужем, немецким коммунистом, Германом Пессати. 1923.
- Черновик письма Дымшиц-Толстой маршалу Советского Союза Клименту Ворошилову с просьбой о выделении для себя персональной пенсии (запись после 1945 года). В персональной пенсии было отказано.
- Фотомонтаж: позднее фото Софьи Исааковны Дымшиц-Толстой времён её членства в ЛОСХ и занятий натюрмортной живописью.

## Выставки
- 1912—1913 и 1915—1916 : Участвует в выставках объединения «Мир Искусства»[20].
- 1913: Участвует в выставках «Бубнового валета». Москва, Санкт-Петербург[21].
- 1915: «Москва. 1915 год» — Выставка произведений левых течений, Москва[22].
- 1922: «Объединение новых течений в искусстве». Петроград.
- 1924: Софья Дымшиц участвует в XIV-й Венецианской Биеннале.
- 1934: «Женщина в социалистическом строительстве», Ленинград.
- 1935: Первая выставка ленинградских художников, Ленинград.
- 1936: Осенняя выставка ленинградских художников, Ленинград[23].